# Örökös semlegesség

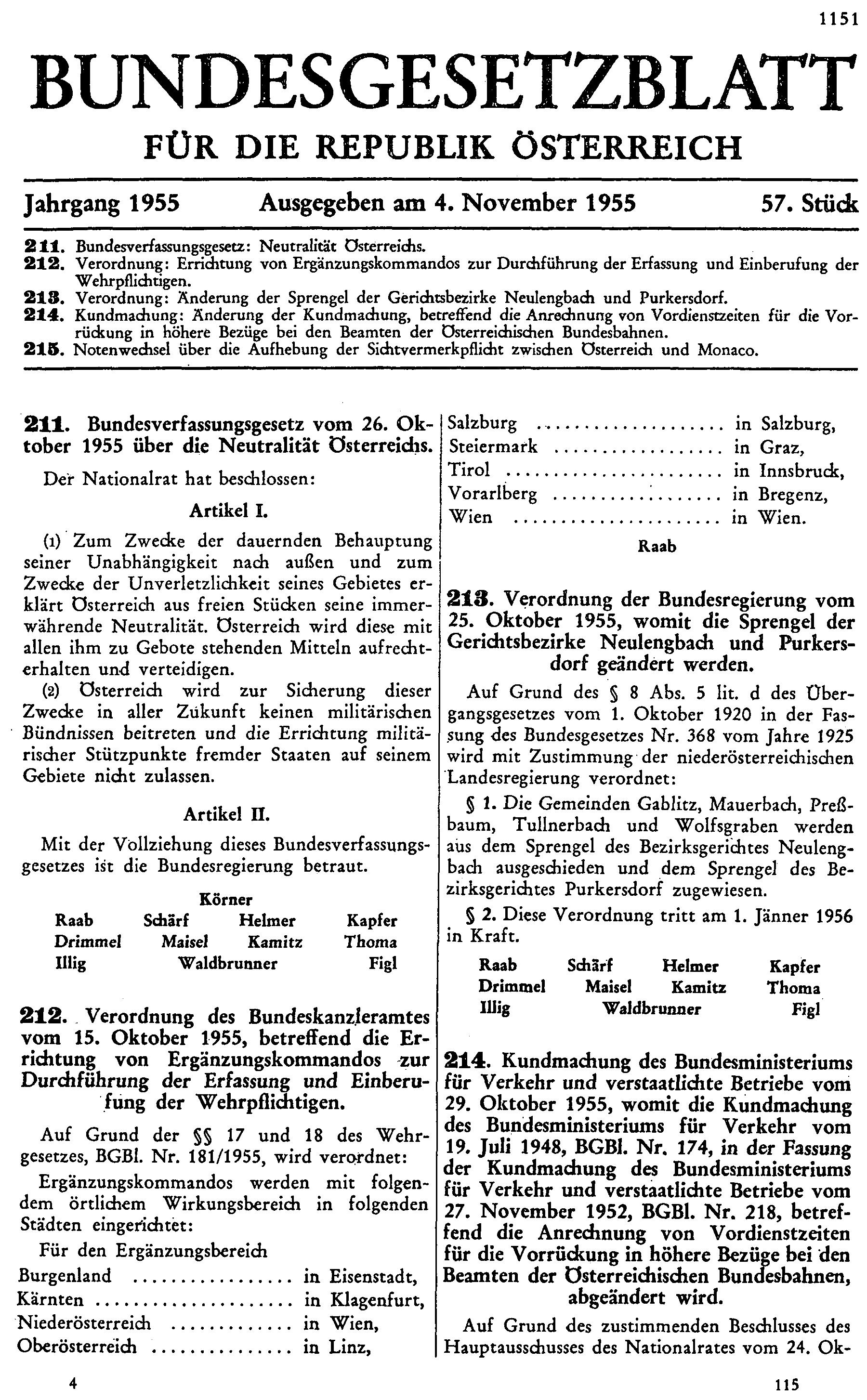
Ausztria örökös semlegességéről szóló törvényközlöny

Az Örökös Semlegesség (németül: Neutralitätserklärung) egy szerződés, amelyet Ausztria 1955-ben kötött meg és az osztrák államszerződéssel kapcsolódik össze, amelyet május 15-én írtak alá a szövetséges hatalmak: az Egyesült Államok, a Szovjetunió, az Egyesült Királyság és Franciaország. Ennek értelmében Ausztria visszanyerte szuverenitását a második világháborút követő megszállás után. Az örök semlegességet rögzítő határozatot pedig 1955. október 26-án fogadta el az osztrák parlament. A Szovjetunió nem fogadta volna el az államszerződést, ha Ausztria nem kötelezte volna el magát a semlegesség kinyilvánítására, azt követően, hogy a szövetséges erők elhagyták az országot.

## A semlegességi nyilatkozat főbb pontjai
- Örökös semlegesség vállalása: Ausztria kijelentette, hogy örökre semleges marad, és nem csatlakozik semmilyen katonai szövetséghez. A semlegességhez való hűség a katonai és politikai függetlenség megőrzését is jelenti.
- Katonai szövetségek kizárása: Az ország kötelezettséget vállalt arra, hogy nem lép be semmilyen katonai szövetségbe, így nem válik részévé sem a NATO-nak, sem a Varsói Szerződésnek.
- Katonai bázisok telepítésének tilalma: Ausztria területén nem engedélyezi idegen katonai bázisok létrehozását. Ezzel biztosítani kívánta, hogy az ország ne váljon semmilyen katonai konfliktus kiindulópontjává.

## A semlegesség jelentősége és hatása
Ausztria semlegességi státusza hozzájárult ahhoz, hogy az ország békés, közvetítő szerepet töltsön be a hidegháború időszakában, különösen a kelet-nyugati viszonyban. Ez a semleges státusz a mai napig fontos része Ausztria nemzetközi politikájának, bár az Európai Unióhoz való 1995-ös csatlakozása némi rugalmasságot vitt a semlegesség értelmezésébe, főként gazdasági és politikai szempontból.